# السعيد ناصر الدين محمد
الملك السعيد ناصر الدين محمد بركة خان بن الملك الظاهر بيبرس البندقداري الصالحي النجمي  ، أو الـسعيد بركـة لقب بـ أبي المعالي (ولد بالقاهرة سنة 1260 - سنة 1280). خامس سلاطين المماليك البحرية ، وأول من تربع على عرش السلطنة من أبناء السلطان الملك الظاهر ركن الدين بيبرس البندقداري. حكم بعد وفاة أبيه نحو سنتين من 1277 إلى 1279.

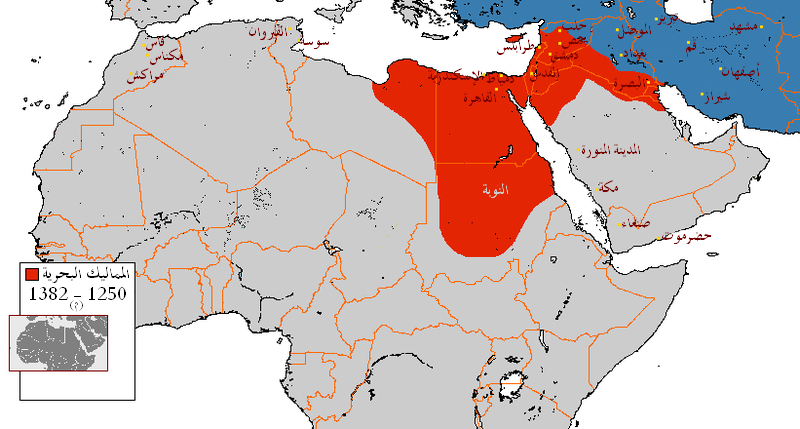
السلطنة المملوكية بأوج عزها

## نشأته
انجب السلطان الظاهر بيبرس سبع بنات وخمسة أبناء، منهما ولدين ماتا طفلين. وكان السعيد ناصر الدين بركة أكبر من بقوا على قيد الحياة من أبناء بيبرس. وقد ولد السعيد ناصر الدين في حارة العُش بالقاهرة في صفر 658هـ. بعض المؤرخين الأوربيين والعرب المعاصرين، ربما لتشابه الأسماء، ذكروا أن أمه كانت ابنة بركة خان بن جوجي، حفيد جنكيز خان وملك مغول القبيلة الذهبية، الذي اعتنق الإسلام وانضم للماليك في حربهم ضد مغول فارس (الإلخانات). لكن استناداً إلى المؤرخين المسلمين الأوائل الذين عاصروا العصر المملوكي، كان ناصر الدين بركة حفيداً للأمير «حسام الدين بركة خان بن دولة خان الخوارزمي» وليس لبركة خان المغولي.
قبل وفاة الظاهر بيبرس قام بإعداد إبنه الملك السعيد ليرث عرش البلاد من بعده، فكان يصحبه معه في الاحتفالات والعروض والتدريبات العسكرية، وفي 13 شوال 662هـ / 8 أغسطس 1264م أركبه بشعار السلطنة، ولصغر سنه عين «عز الدين أيدمر الحلي» أتابكاً له، وزينت القاهرة وأقيمت الاحتفالات بتلك المناسبة. وفي 13 محرم 667هـ/ 22 سبتمبر 1268م ركب الملك السعيد الموكب كما يركب والده وجلس في الإيوان، وبعدها بأيام فوضت السلطنة إليه، ومنذ ذلك الحين استمر جلوسه في الإيوان بقلعة الجبل  لقضاء الاشغال وصار يوقع نيابة عن والده. وفي نفس السنة حج الظاهر بيبرس وكان الملك السعيد أمير المحمل المصري. وفي جمادي الأخرة 669هـ / ديسمبر 1270م خرج الملك السعيد مع أبيه إلى الشام لمهاجمة حصون الصليبيين. وفي 672هـ / 1273م قاد الملك السعيد بنفسه تجريدة إلى الشام وخلع على الامراء هناك.
أصبح الملك السعيد سلطاناً مشاركاً في الحكم ونائباً لأبيه وقت غيابه خارج مصر  وأخذ له الظاهر بيبرس الأيمان والمواثيق من كبار أمراء الدولة ثم زوجه في عام 1275، قبل وفاته بسنتين، من «غازية خاتون» ابنة كبير أمراء المماليك الصالحية قلاوون الألفي ليضمن ولاء قلاوون وأمراء المماليك الصالحية.

## السلطنة

الأسد شعار الظاهر بيبرس وابنه الملك السعيد من بعده.

في 17 محرم 676هـ / 2 مايو 1277م، توفى الظاهر بيبرس في دمشق  أو في بعض الضياع القريبة منها  وهو في طريقه إلى مصر بعد أن هزم المغول عند الأبلستين، فاتفق الأمراء على اخفاء خبر وفاته إلى أن يتم تنصيب سلطاناً مكانه خوفاً من عودة المغول ، وأرسل الأمير بدر الدين بيلبك الخازندار نائب السلطنة، الذي كان متواجداً في دمشق ب الشام مع بيبرس، رسالة إلى الملك السعيد وهو بقلعة الجبل في القاهرة يخبره فيها بوفاة والده. فأخفى الملك السعيد حزنه على أبية وأبدى فرحة عارمة بعد أن قرأ الرسالة وأشاع أنها تتضمن قرب عودة والده إلى مصر.
في 16 صفر 676هـ / 19 يوليو 1277م، وصل الأمير بيلبك إلى القاهرة وصعد إلى الإيوان في قلعة الجبل وسلم الملك السعيد الخزائن والعساكر، ثم صاح الحاجب: «يا أمراء ترحموا على السلطان الملك الظاهر». فبهت الحاضرون وارتفع الضجيج والعويل، ووقع الأمراء على الأرض يقبلونها للملك السعيد. وجددت الأيمان له (كان والده بيبرس سلطنه من قبل)، وقام الأمير بيلبك بتحليف العساكر وأرباب الدولة بحضرة القضاة. وفي اليوم التالي، وكان يوافق يوم الجمعة 17 صفر، دعي للملك السعيد على منابر مصر والقاهرة وأقيمت على الملك الظاهر صلاة الغائب. ثم كتب إلى دمشق بموت الملك الظاهر وأمرت العساكر بمبايعة الملك السعيد الذي كان عمره وقتذاك تسعة عشر عاماً. بالرغم من أن الأمراء الصالحية ، وعلى رأسهم قلاوون الألفي صهر الملك السعيد، كانوا ينافسون الأمراءالظاهرية  وكانوا يعتبرون أنفسهم أحق وأجدر بالحكم ، إلا أنهم وافقوا على تنصيب الملك السعيد سلطاناً على البلاد تكريماً لوالده المتوفي ولقوة المماليك الظاهرية. وولاية الملك السعيد - وغيره من أبناءالسلاطين فيما بعد - لم تكن بسبب إيمان أمراء المماليك بمبدأ توريث الحكم، ولكن كانت بغرض وضع سلطان مؤقت على تخت السلطنة إلى أن تنتظم الأمور فيزيحه الأمير المؤهل لحكم البلاد ويجلس مكانه. الظاهر بيبرس كان بالطبع يدرك ذلك وقد كتب قبل وفاته وصية لابنه الملك السعيد يحذره من الأمراء الأكابر الذين سيرونه كمجرد صبي، وينصحه باستعمال العنف ضد كل من يقف في طريقه ويهدد عرشه.
استمر الأمير بيلبك في نيابة السلطنة إلا أنه مرض ومات في آواخر سنة 676هـ / 1277م، واُتهم الملك السعيد بدس السم له بنصيحة من خاصكيته من الأحداث الذين أحاطوا به ، وكان بيلبك محنكاً في السياسة وله خبرة بشؤون الحكم، فلما مات بدأت أحوال الملك السعيد تضطرب وتختل.

### تدخل الخاصكية في الحكم
عين الملك السعيد الأمير «شمس الدين آقسنقر الفارقاني» نائباً للسلطنة وكان رجلاً حازماً جاداُ فلم يطقه أصحاب الملك السعيد وراحوا يكيدون له ويثيرون الملك السعيد عليه حتى عزله وقبض عليه وأودعه السجن حيث أهين وأسيء إليه وقتله الخاصكية فيما بعد. وعين الأمير «شمس الدين سنقر الألفي المظفري»  محل آقسنقر. ولكن أصحاب الملك السعيد كرهوه هو الأخر وأوعزوا للملك السعيد بأنه ليس من الظاهرية ولكن من مماليك الملك المظفر قطز وأنه سيطيح به إن أبقاه في نيابة السلطنة فقام الملك السعيد بعزله وعين بدلاً منه الأمير «سيف الدين كوندك الساقي» وهو مغولي من خاصكية السلطان. وسيطر على عقل الملك السعيد أحد خاصكيته ويدعى «لاجين الزيني». وقد تنافر لاجين ذاك مع كوندك، وضم كوندك بعض الأمراء الكبار إلى صفه وانقسم المماليك والعسكر إلى حزبين متصارعين.
راح الملك السعيد يقدم صغار المماليك من خاصكيته على أكابر الأمراء، وقبض على الأمير جودي القيمري مما أغضب الأمراء الصالحية رفاق أبيه مثل صهره سيف الدين قلاوون، وشمس الدين سنقر الأشقر، وعلم الدين سنجر، وبدر الدين بيسري وغيرهم. ثم تمادى في تصرفاته وقبض على الأميرين سنقر الأشقر وبيسري ، وكانا من المقربين لوالده، وأودعهما بسجن القلعة مما زاد الوحشة بينه وبين الأمراء الصالحية. ثم قبض على عدة من أمراء العشرات من مماليك والده. وذهب خاله الأمير بدر الدين محمد بركة خان إلى أخته أم السلطان، وقال لها: «قد أساء ابنك التدبير بقبضه على مثل هؤلاء الأمراء الأكابر، والمصلحة أن ترديه إلى الصواب، لئلا يفسد نظامه وتقصر أيامه». فلما بلغ الملك السعيد ما قاله خاله لأمه قبض عليه هو الأخر. ثم أطلق سراحه هو الأمراء بعد أن عنفته ولاطفته أمه، ولكن بعد أن تمسكت عداوته من قلوب الصالحية.
فقد الأمراء ثقتهم بالملك السعيد وخافوا من غدره بهم ففكروا في مغادرة مصر إلى الشام ولكنهم اتفقوا على الصعود إليه في قلعة الجبل ومعهم مماليكهم وأجنادهم وأتباعهم، فصعدوا إليه على هذا النحو وبعثوا إليه مهددين: «أنك أفسدت الخواطر، وتعرضت إلى أكابر الأمراء، فإما أن ترجع عما أنت عليه وإلا كان لنا ولك شأن». خاف الملك السعيد فلاطف الأمراء وتنصل من أفعاله وأقسم لهم أنه لا يريد بهم سوءا.
أمر الملك السعيد بدفن جثمان أبيه الظاهر بيبرس في دمشق، فاشترى نائب الشام «عز الدين أيدمر» دار العقيقي داخل باب الفرج تجاه المدرسة العادلية وجعلها مدرسة وبنى بها قبة. وحضر الأمير «علم الدين سنجر» (أبي خرص) والطواشي «صفي الدين جوهر الهندي»، وحُمل جثمان الملك الظاهر من قلعة دمشق ليلاً على أعناق الرجال، ووضع في جامع بني أمية وصلى عليه، ثم حمل ودفن بالقبة من المدرسة التي بنيت له.

## السقوط

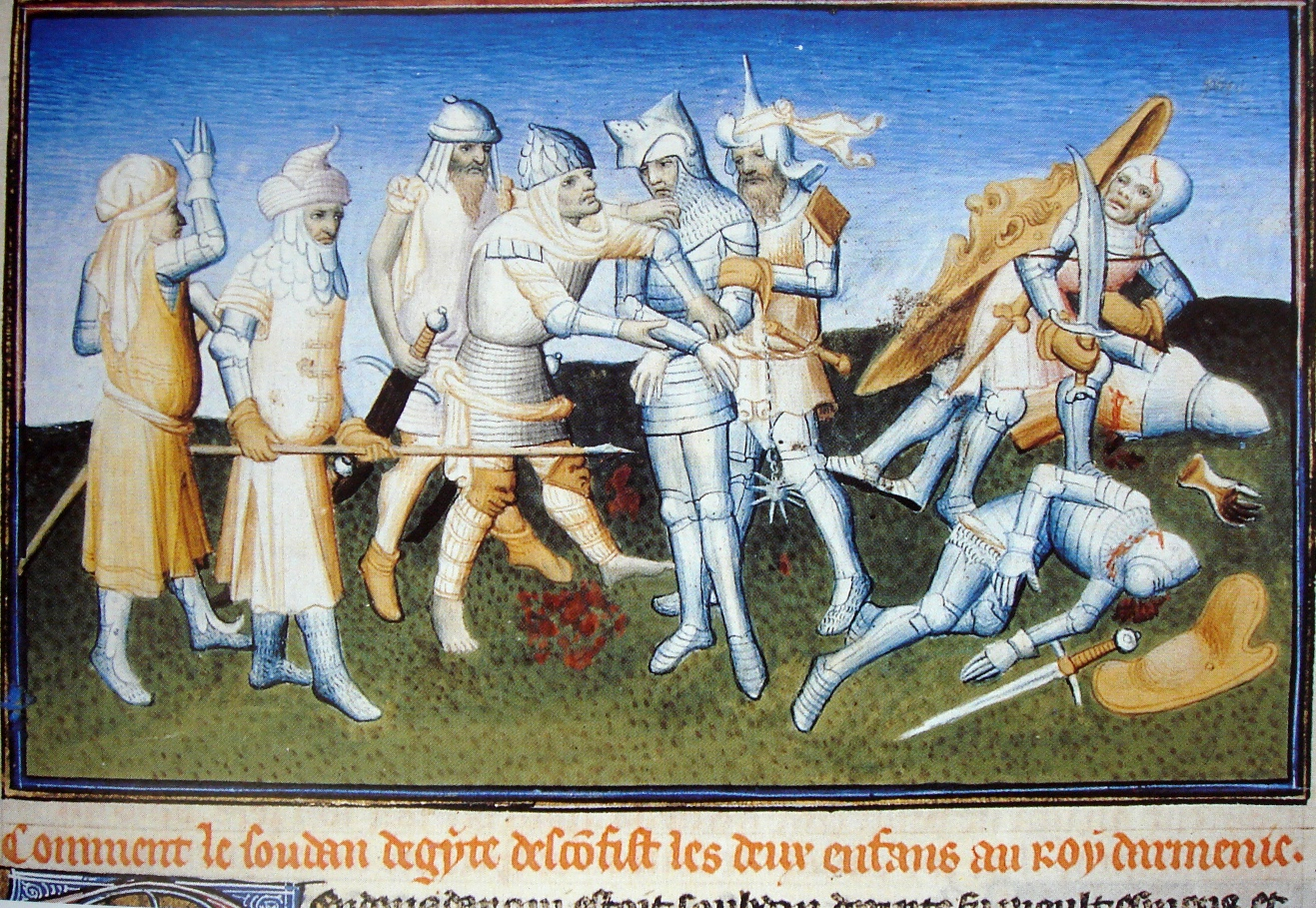
مملكة أرمينية الصغرى (قليقية) كانت هدفاً للمماليك. في 1266م دمرها المماليك بقيادة الأمير قلاوون الألفي.

في شهر شوال سنة 677هـ / فبراير 1279م أراد الملك السعيد زيارة دمشق بعد أن تمرد وخرج عن طاعته نائبها عز الدين أيدمر ، فخرج من مصر ومعه أمه وأخيه الملك نجم الدين خضر والأمراء والعسكر. وفي دمشق أسقط الملك السعيد المكوس السنوية التي كان والده بيبرس قد فرضها على مزارع الشام. وأشار خاصكيته عليه بإبعاد أكابر الأمراء عنه، فطلب من الأميرين قلاوون الألفي وبيسري الذهاب إلى مملكة قليقية (مملكة أرمينية الصغري) لشن غارة عليها. وخرج الأميران إلى قليقية على رأس عشرة آلاف من أجناد مصر والشام  وفي نفسهما من ذلك.[بحاجة لمصدر]
أثناء غياب الأمراء في قليقية قرر الملك السعيد مع خاصكيته القبض عليهم عند عودتهم وسلب إقطاعاتهم وتوزيعها على أنفسهم. وكان الأمير كوندك نائب السلطنة مطلعاً على طلب الخاصكية ورفض السماح بمنح أحد الخاصكية مبلغاً من المال كان الملك السعيد قد أمر بمنحه إياه فتشاجر لاجين الزيني والخاصكية مع كوندك وأهانوه وطلبوا من الملك السعيد عزله فاستجاب لهم وعزله، فلما تم لهم ما أرادوا ذهبوا إلى كوندك للقبض عليه أو قتله ولكن الأمير سنقر الأشقر أنقذه منهم. وعند عودة الأمراء من قليقية خرج كوندك في عدة من بني جنسه من المغول وقابلهم عند المرج الأصفر وأخبرهم بما وقع من خاصكية الملك السعيد في حقهم وحقه، وقال لهم: «إن الملك السعيد عازم على القبض عليكم وإنه لا يبقي على أحد من الأمراء الكبار، وقد أعطى أخباركم لمماليكه الخاصكية»، فغضب الأمراء أشد الغضب فأحضروا المصاحف وأقسموا على التعاون معاً لوضع حد لتلك.

### تمرد الأمراء
أرسل الأمراء إلى الملك السعيد يعلمونه أنهم بالمرج الأصفر وأخبروه أن الأمير كوندك قد شكى إليهم من لاجين الزيني شكاوي كثيرة، وطلبوا منه إرساله إليهم في المرج ليسمعوا كلامه وكلام كوندك. ولكن الملك السعيد لم يبد اهتماماً بالأمر، وكتب إلى من معهم من الأمراء الظاهرية بمفارقتهم والذهاب إليه. إلا أن الكتاب الذي كتبه الملك السعيد للظاهرية سقط في يد كوندك فقام بإطلاع الأمراء الصالحية عليه فرحلوا عن المرج من فورهم مجمعين على أن الملك السعيد «قد أسرف وأفرط في سوء الرأي وأفسد التدبير».
أحس الملك السعيد بالخوف من سوء العاقبة، فبعث إليهم الأميرين «سنقر الأشقر» و«سنقر الأستادار» لإقناعهم بالعودة. ولكن الأمراء رفضوا العودة فزادت مخاوف الملك السعيد، وترددت الرسل بينه وبينهم إلى أن طلبوا منه إبعاد خاصكيته قائلين: «فرق هؤلاء الخاصكية الصبيان الذين قد لعبوا بعقلك، وأخرجهم من عندك، ونحن نحضر ونتفق معك على المصلحة»، فلم يوافق وكتب لهم أنه لا يقدر على فعل ذلك  وأرسل إليهم أمه مع الأمير «سنقر الأشقر» لتسترضيهم ولكنها لم تنجح في وساطتها
إذ رفض مجدداً إبعاد خاصكيته بعد أن قال له أصحابه: «ما القصد إلا إبعادنا عنك حتى يتمكنوا منك وينزعوك من الملك».
توجه الأمراء بمن معهم من الأجناد إلى مصر فنصحه الأمير علم الدين الحلبي باللحاق بهم قائلاً: «المصلحة إنك تتبعهم منزلة بمنزلة، ولا تدعهم يتمكنوا من قلعة الجبل» ، فأخذ بالنصيحة وتبعهم بغية اللحاق بهم قبل أن يدخلوا مصر، ولكنه لم يدركهم فعاد إلى دمشق، وأرسل أمه إلى الكرك، وجمع عسكر دمشق وكذلك معهم من صفد وطرابلس واستدعى عربان جبل نابلس وسار بهم إلى مصر.

### حصار قلعة الجبل
أما في مصر فقد قام الأمراء «عز الدين أيبك الأفرم» نائب قلعة الجبل، و«أفطوان الساقي» و«بلبان الزربقي» و«لاجين البركخاي» بإغلاق أبواب القاهرة وتحصين قلعة الجبل التي كان الأمير قلاوون بعد بلوغه القاهرة قادما من الشام قد نزل قربها تحت الجبل الأحمر. وطلب منهم قلاوون فتح أبواب القاهرة ليدخل بقية العسكر ويتمكنوا من العودة إلى بيوتهم. فنزل الأمراء «أيبك الأفرم» و«أقطوان» و«لاجين البركخاي» من القلعة للتخاطب مع قلاوون والأمراء لمعرفة ما حدث، فقُبض عليهم وفتحت أبواب القاهرة فدخل بقية الأمراء والأجناد وحاصروا القلعة التي تحصن بداخلها الأمير «بلبان الزربقي».

وصل الملك السعيد إلى بلبيس وهناك خامر عليه من صحبه من عسكر الشام وعادوا إلى دمشق ، ولم يبق معه إلا العسكر المصري ومماليكه ومن الأمراء الكبار لم يبق معه سوى سنقر الأشقر فقط، وقد فارقه سنقر أيضاً عند المطرية. وتمكن الملك السعيد من دخول قلعة الجبل دون أن يراه الأمراء بسبب كثافة الضباب في ذاك اليوم. ولما علم الأمراء بدخول الملك السعيد قلعة الجبل عادوا إلى حصارها. ونزل الأمير «الزربقي» من القلعة وانضم إلى الأمراء الثائرين بعد أن تشاجر مع «لاجين الزيني»، وأخذ المماليك يتسربون إلى خارج القلعة، بما في ذلك «لاجين الزيني» ، وينضمون إلى الأمراء شيئاً بعد شيء.
راح الملك السعيد يصيح بالأمراء من شرفة برج الرفرف: «يا أمراء! أرجع إلى رأيكم، ولا أعمل إلا ما تقولونه». فلا يجيبونه 
استمر حصار قلعة الجبل أسبوعاً وقد اشترك في هذا الحصار عدد كبير من أكابر الأمراء بما فيهم أبو زوجته سيف الدين قلاوون. وفي النهاية أرسل الملك السعيد الخليفة الحاكم بأمر الله أحمد إلى الأمراء فقال لهم: «يا أمراء! إيش غرضكم؟» فأجاب الأمراء: «يخلع الملك السعيد نفسه من الملك، ونولي أخوه، لأن لأبيه في أعناقنا أيمان بأن لا نقتله، وإن كان ما يصلح، نسيره الكرك فيخلع نفسه، ويتوجه في دعوة الله إلى الكرك، وهو آمن على نفسه وحريمه».

### الخلع

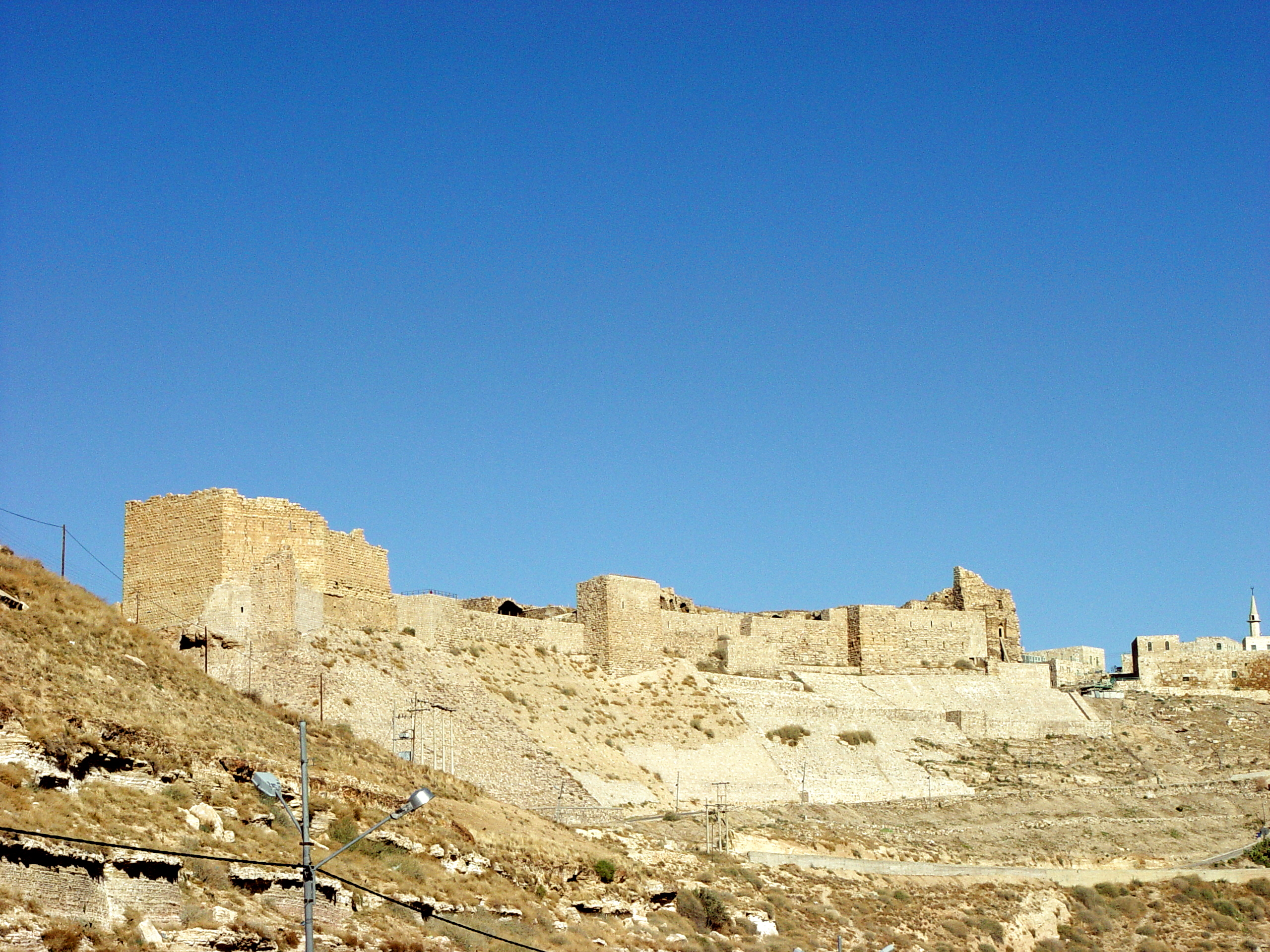
الملك السعيد أبعد إلى الكرك

في 7 ربيع الآخر سنة 678هـ / 17 أغسطس 1279م أذعن الملك السعيد لمطلب الأمراء وخلع نفسه. وبعد أن أقسم أنه لن يتطرق إلى غير الكرك، ولن يكاتب النواب، ولن يحاول استمالة الأجناد، أخرج من فوره إلى الشام في صحبة الأمير «بيدغان الركني». فكانت مدة سلطنته من يوم وفاة أبيه الظاهر بيبرس إلى يوم خلعه سنتين وشهرين وثمانية أيام.
بعد رحيل الملك السعيد إلى الشام اقترح الأمراء تنصيب الأمير سيف الدين قلاوون سلطاناً على البلاد ولكنه رفض قائلاً: «أنا ما خلعت الملك السعيد طمعاً في السلطنة، والأولى ألا يخرج الأمر عن ذرية الملك الظاهر». وذلك لأن قلاوون كان يدرك أن معظم العسكر كانوا من الظاهرية  وأن القلاع كانت بيد نواب الملك السعيد. وتم استدعاء سُلامش أخو الملك السعيد، وكان طفلاً في نحو السابعة من عمره، ونصب سلطاناً ومعه الأمير عز الدين الأفرم نائباً للسلطنة والأمير قلاوون أتابكاً والحاكم الفعلي للبلاد. وبعد مائة يوم، بعد أن نظم قلاوون أموره وسيطر على زمام الأمور، عزل سُلامش وارسله هو الأخر إلى الكرك بدعوى ان حكم البلاد لا يستقيم إلا برجل كامل، وصار هو السلطان.

## وفاته
في 11 ذي القعدة 678هـ / 14 مارس 1280م توفى الملك السعيد بالكرك وعمره نيف وعشرون سنة بعد أن أصيب بحمى بعد سقوطه من على حصانه وهو يلعب الكرة. وقامت أمه بنقل جثمانه إلى دمشق حيث دفن بجانب أبيه الظاهر بيبرس  وقيل أيضاً أنها نقلته إلى مصر حيث دفن في القرافه الصغرى.
كان الملك السعيد شاباً حسن الهيئة  وكان على النقيض من أبيه يميل إلى مجالس اللهو والشراب مع خاصكيته ، إلا أن العامة كانت تحبه إذ أنه كان أيضاً معروفاً بالمودة والسخاء وحب العدل وكراهية سفك الدماء ، إضافة إلى أنه كان ابن محبوبهم الظاهر بيبرس. وقد حزنت عليه العامة، كما حزنت زوجته، وكانت ابنة قلاوون، حزناً شديداً وبكت عليه كثيراً ولم تتزوج من بعده. وقد أبدى قلاوون أيضاً حزناً بالغاً على الملك السعيد وجلس مكتئباً في العزاء الذي أقامه له بإيوان قلعة الجبل وصلى عليه صلاة الغائب ، مع أن العامة اتهمته بدس السم له. أنجب الملك السعيد ولداً من إحدى المحظيات قبل خلعه بقليل.

## رنك ونقود الملك السعيد
الرنك : الأسد.

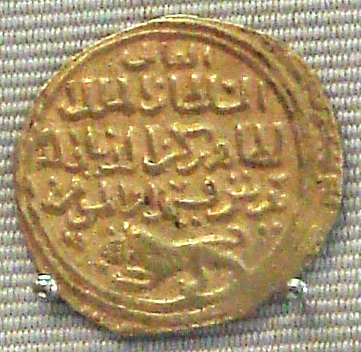
دينار من عهد الظاهر بيبرس وابنه الملك السعيد

توضح عملات الملك السعيد أن الرسم الصحيح لاسمه هو «بركة قان» وليس «بركة خان».
نقشت على نقود الملك السعيد أسماءه وألقابه كما يلي : الملك السعيد ناصر الدنيا والدين بركة قان قسيم أمير المؤمنين.
كما ظهر اسم وألقاب أبيه الظاهر بيبرس كالتالي : الملك الظاهر قسيم أمير المؤمنين. ويقصد بأمير المؤمنين الخليفة العباسي الذي كان يقيم في القاهرة.
ألقاب ومصطلحات مملوكية وردت في المقال :
- أتابك : أمير الجيوش أي القائد العام للجيش. وهو أكبر الامراء المقدمين بعد نائب السلطنة.
- إقطاع : دخل الأمير أو المملوك من خراج أرض أو بلدة.
- خاصكية : أقرب المماليك السلطانية على السلطان. وهم الحرس الشخصي للسلطان. وكانوا يسوقون المحمل الشريف. / أو مماليك ينتمون إلى فئة واحدة من المماليك تلتف حول أحد كبار الامراء.
- شعار السلطنة : تنظيم معين لموكب السلطان كسير مماليكه وأمراءه معه ورفع رايات وسناجق سلطانية وما نحو ذلك.
- نائب السلطنة : نائب السلطان وكان لقبه «كافل الممالك الشريفة الإسلامية الأمير الأمري» مما يوضح سمو منصبه.